# Grasset (police de caractères)
Pour les articles homonymes, voir Grasset.
Le Grasset est une police de caractères inspirée de l’Art nouveau, créée en 1898-1899 par Eugène Grasset et vendue par la fonderie G. Peignot & Fils.

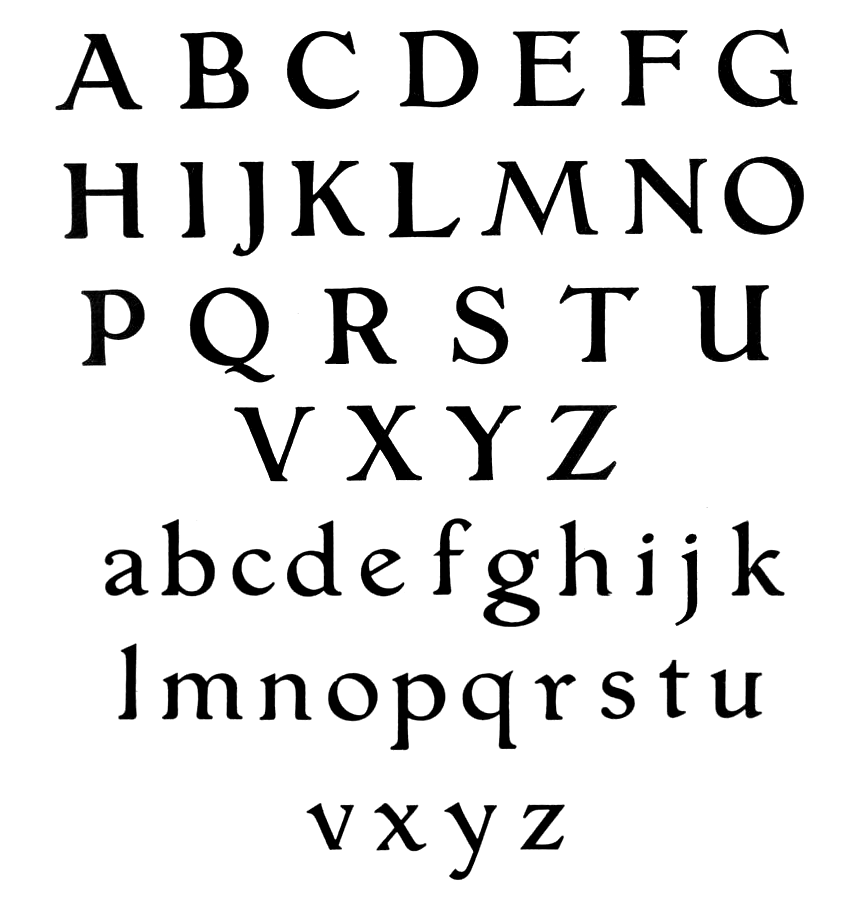
Le Grasset, droites.

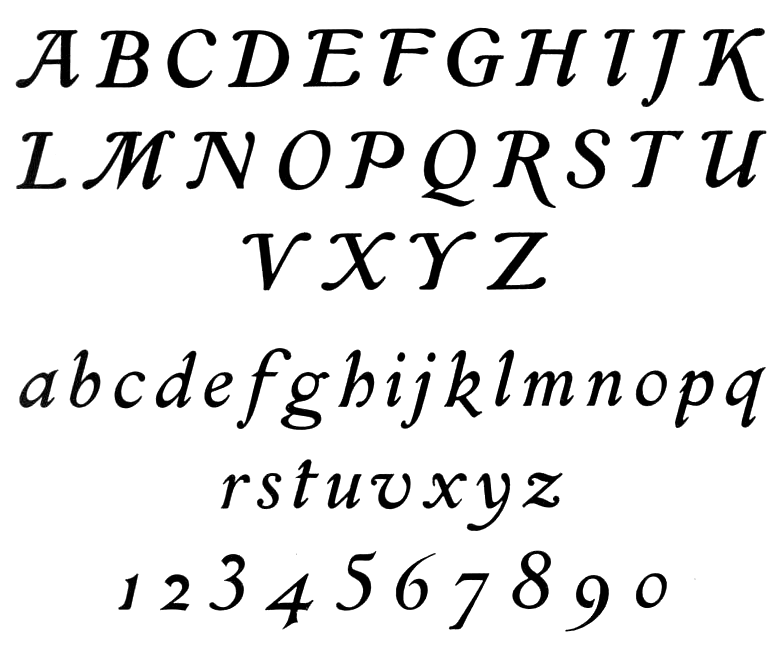
Le Grasset, italiques.